# Radka Prokopová
Radka Prokopová (* 15. listopadu 1969 Žďár nad Sázavou) je česká podnikatelka. S manželem Františkem Fabovičem vlastní a řídí společnost Alcadrain (dříve Alca plast), největšího středoevropského výrobce sanitární techniky.
Narodila ve Žďáru nad Sázavou, kde její otec pracoval v prodejním oddělení strojíren Žďas. Rodina kvůli tomu mimo jiné strávila pět let v Indii. Po základní škole studovala jazykové gymnázium ve Žďáru. Poté vystudovala zahraniční obchod na Vysoké škole ekonomické v Praze, při studiu si přivydělávala jako průvodkyně v cestovní kanceláři, když prováděla zahraniční turisty po Praze. Po otevření hranic po sametové revoluci také jezdila jako průvodkyně s nově vzniklou žďárskou cestovní kanceláří do Anglie a Francie.
V roce 1994 založila eventovou agenturu Alca. Při podnikání se seznámila se svým budoucím manželem Františkem Fabovičem. Přestěhovala se za ním do Břeclavi a v roce 1998 tam spolu založili společnost Alca plast, kterou do roku 2021, kdy skupina dosáhla tržeb ve výši 3 mld. Kč, společně vedli.
V roce 2015 se v soutěži vyhlašované Českou manažerskou asociací stala manažerkou roku, v roce 2018 spolu s manželem získali titul Podnikatel roku v soutěži poradenské společnosti EY. S manželem mají dvě děti.